# Breakbeat hardcore
Breakbeat hardcore je odvozeninou žánrů acid house, techno a New beat, která vznikla koncem 80. a začátkem 90. let 20. století. Kombinuje rytmy four-to-the-floor s lámanými beaty a je spojen s britskou rave scénou. Větší popularitu tomuto žánru přinesly skupiny jako The Prodigy, T99 či Altern-8.

## Významná hudební vydání
- T99 – "Anasthasia" (Who's That Beat?, 1991)[1]
- Quadrophonia – "Quadrophonia" (Streetbeats, 1990)[2]
- Foul Play – Finest Illusion (Section 5, 1993)
- Harmony & Sweet – Music (Lucky Spin 07, 1993)
- Joint Project – Total Feeling (Soapbar Records 001, 1992)
- The Scientist – The Exorcist (Kickin Records, KICK 001, 1990)
- Altern-8 – Frequency (Network Records, NWKTR 34, 1991)
- SL2 – DJ’s Take Control (Awesome Records, SL002, 1991)
- Sonz of a Loop Da Loop Era – Far Out (Suburban Base, SUBBASE 008, 1991)
- Wax Doctor – A New Direction (Jack Smooth, Basement Records, BRSS 0011, 1992)
- Lords of Acid – Lust (Antler Subway Records, 1991)
- DJ Seduction – Hardcore Heaven (FFrreedom, TABX 103, 1992)
- DJ Seduction – Come On (FFrreedom, TABX 101, 1992)
- Shades of Rhythm – Shades (ZTT Records, 1992)
- Acen – Trip to the Moon (Production House Records, PNT 42, 1992)
- The Prodigy – Experience (XL Recordings, XLCD 110, 1992)
- Nookie – Return of Nookie (Reinforced, RIVET 1239, 1993)
- DJ Krome & Mr. Time – The Slammer (Suburban Base, SUBBASE 26, 1993)
- DJ Red Alert & Mike Slammer – Slammin’ Vinyl (GUMH 011, 1995)
- Nebula II – Seance / Atheama (Reinforced Records, 1991)
- Shut Up and Dance – The Green Man (SUAD Records, 1991)
- Manix – Oblivion (Head in the Clouds) (Reinforced Records, 1991)
- Shut Up and Dance – Death Is Not the End (SUAD Records, 1992)